# شبه‌ظرفیت

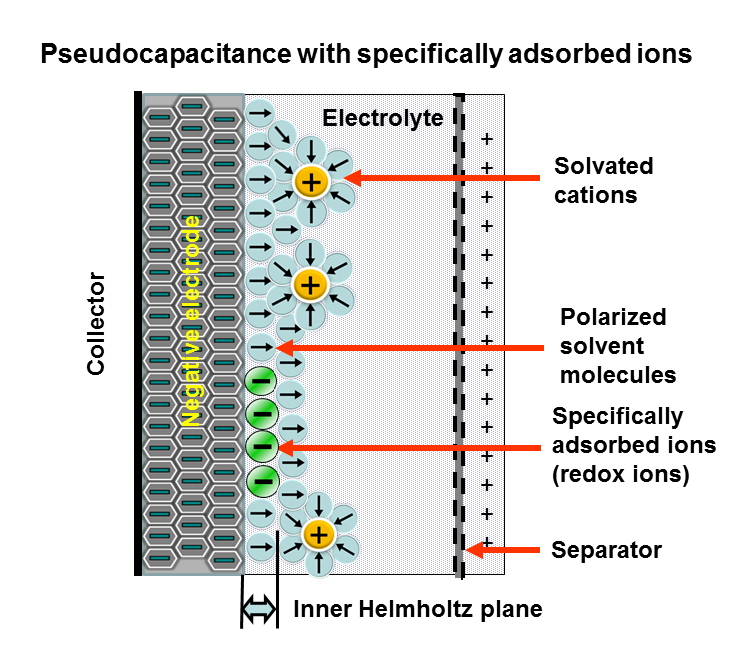
نمای ساده‌شده یک دولایه با یون‌های جذب شده خاص که بار خود را به الکترود ارسال کرده‌اند تا انتقال-بار فارادیک شبه‌ظرفیت را توضیح دهد.

شبه‌ظرفیت (به انگلیسی: Pseudocapacitance) یا شبه‌ظرفیت-خازنی ذخیره الکتروشیمیایی الکتریسیته در یک خازن الکتروشیمیایی (شبه‌خازن) است. این   انتقال بار فارادیک از طریق یک دنباله بسیار سریع از فارادیک اُکساکا برگشت‌پذیر، الکتروجذبش یا فرآیندهای میان‌لایش در سطح مناسب الکترود سرچشمه می‌گیرد. شبه‌ظرفیت با انتقال-بار الکترون بین الکترولیت و الکترود همراه است که از یک یون حلال‌زدایی‌شده و جذب شده می‌آید. یک الکترون در هر واحد بار درگیر است. یون جذب شده هیچ واکنش شیمیایی با اتم‌های الکترود ندارد (هیچ پیوند شیمیایی ایجاد نمی‌شود) زیرا فقط یک انتقال بار انجام می‌شود.
شبه‌ظرفیت فارادیک تنها همراه با ظرفیت-خازنی دولایه ایستا رخ می‌دهد. شبه‌ظرفیت و ظرفیت-خازنی دولایه هر دو به‌طور جدایی ناپذیر به مقدار ظرفیت کل کمک می‌کنند.
مقدار شبه‌ظرفیت به مساحت سطح، مواد و ساختار الکترودها بستگی دارد. شبه‌ظرفیت ممکن است ۱۰۰ برابر ظرفیت‌خازنی بیشتری نسبت به ظرفیت‌خازنی دولایه برای همان سطح داشته باشد.
مقدار بار الکتریکی ذخیره شده در یک شبه‌ظرفیت به‌طور خطی با ولتاژ اعمال شده متناسب است. واحد شبه‌ظرفیت فاراد است.

## تاریخ
- توسعه مدل دو لایه و شبه‌ظرفیت را ببینید لایه دوگانه (واسطه)
- توسعه اجزای الکتروشیمیایی ابرخازن‌ها را ببینید

## کاربردها
شبه‌ظرفیت یک ویژگی مهم در ابرخازن‌ها است.

## نوشتجات
- Héctor D. Abruña; Yasuyuki Kiya; Jay C. Henderson (2008), "Batteries and electrochemical capacitors" (PDF), Physics Today (12): 43–47
- Béguin, Francois; Raymundo-Piñero, E.; Frackowiak, Elzbieta (18 November 2009). "8 Electrical Double-Layer Capacitors and Pseudocapacitors". Carbons for Electrochemical Energy Storage and Conversion Systems. CRC Press. pp. 329–375. doi:10.1201/9781420055405-c8. ISBN 978-1-4200-5540-5.
- Müller, Klaus; Bockris, J. O'M.; Devanathan, M. A. V. (1965). "On the Structure of Charged Interfaces". Proceedings of the Royal Society of London. Series A, Mathematical and Physical Sciences. 274 (1356): 55–79. doi:10.1098/rspa.1963.0114.
- B. E. Conway (1999), Electrochemical Supercapacitors: Scientific Fundamentals and Technological Applications (به آلمانی), Berlin: Springer, ISBN 978-0-306-45736-4
- Leitner, K. W.; Winter, M.; Besenhard, J. O. (December 2003). "Composite supercapacitor electrodes". Journal of Solid State Electrochemistry. 8 (1): 15–16. doi:10.1007/s10008-003-0412-x. ISSN 1432-8488.
- Yu M., Volfkovich; Serdyuk, T. M. (September 2002). "Electrochemical Capacitors". Russian Journal of Electrochemistry. 38 (9): 935–959. doi:10.1023/A:1020220425954. ISSN 1608-3342.
- Aiping Yu; Aaron Davies; Zhongwei Chen (2011). "8 - Electrochemical Supercapacitors".  In Jiujun Zhang; Lei Zhang; Hansan Liu; Andy Sun; Ru-Shi Liu (eds.). Electrochemical Technologies for Energy Storage and Conversion, Band 1. Weinheim: Wiley-VCH. pp. 317–376. ISBN 978-3-527-32869-7.